# Pellegrini (cognome)
Pellegrini è un cognome di lingua italiana.

## Varianti
Pellegrino, Pellegrin, Pellerini, Pellerino, Pellegrinelli, Pellegrinetti, Pellegrinotti, Pellegrineschi, Pellegrinon, Depellegrin, Pellegrinet.

## Origine e diffusione
Deriva dal prenome maschile Pellegrino, con il quale condivide origine e significato.
Portato da circa 7.600 famiglie italiane, la diffusione del cognome è concentrata prevalentemente nelle regioni centrali e settentrionali, in particolare Toscana, Lombardia e Lazio. È il quarantacinquesimo cognome italiano per diffusione.
La variante Pellegrino, è tipica delle regioni meridionali, con ceppi numerosi in Campania, Sicilia e Puglia, ed è portato da oltre 7.100 famiglie. A livello nazionale, è sessantacinquesimo per diffusione.

## Persone
- Lorenzo Pellegrini, calciatore italiano (Roma, n.1996)
- Luca Pellegrini, ex calciatore italiano (Varese, n.1963)
- Luca Pellegrini, calciatore italiano (Roma, n.1999)
- Manuel Pellegrini, allenatore ed ex-calciatore cileno (Santiago del Cile, n. 1953)